# Савич, Цветко
Цветко Савич (серб. Цвјетко Савић, 24 сентября 1951, село Бискупичи близ Високо, Югославия — 12 апреля 2016, Белград, Сербия) — сербский генерал и военный деятель, военачальник армии боснийских сербов в период войны в Боснии и Герцеговине, командир Генштаба ВРС в 2003—2004 гг.

## Биография
Цветко Савич родился 24 сентября 1951 года в селе Бискупичи в общине Високо в семье фермера и домохозяйки. После окончания гимназии он поступил в Военную академию Сухопутных войск ЮНА, на специальность «артиллерия». Учебу в Военной академии с отличием завершил в 1974 году. 
В Югославской народной армии служил в гарнизонах Задара и Пирота. В 1988 году повышал квалификацию в Командно-штабной школе тактики Сухопутных войск. Распад Югославии Савич встретил во время службы в Пироте, где был ответственным за артиллерийские подразделения в штабе 4-й моторизованной бригады. 17 февраля 1993 года присоединился к Войску Республики Сербской, где во время войны в Боснии и Герцеговине командовал сначала 4-й Подринской бригадой, а затем 2-й Посавской бригадой. После окончания боевых действий находился на штабных должностях, в том числе возглавлял штаб 3-го корпуса ВРС.
В 1997 году он закончил Командно-штабную школу обороны. 9 января 2001 года ему был присвоен чин генерал-майора, а 28 июня 2003 года он стал генерал-подполковником.
23 марта 2003 года Савич возглавил Генеральный штаб ВРС, сменив на этой должности ушедшего в отставку генерала Симича. 16 апреля 2004 года Высокий представитель в Боснии и Герцеговине Пэдди Эшдаун обвинил Генштаб ВРС в плохом сотрудничестве с комиссией, занимавшейся резней в Сребренице и настоял на увольнении Савича. Сам Савич отрицал обвинения, но был отправлен в отставку. В 2004—2006 гг. он был советником Премьер-министра Республики Сербской по вопросам обороны. Затем работал в Центре по исследованию военных преступлений и поиску пропавших без вести. Принимал участие в написании сборников о преступлениях против сербского населения в Високо, а также о преступлениях хорватской армии в Мрконич-Граде, Нови-Граде, Костайнице и Босанска-Дубице.
12 апреля 2016 года скончался в Военно-медицинской академии в Белграде.

### Награды
- Медаль за военные заслуги
- Орден за заслуги перед народом
- Орден за военные заслуги с серебряными мечами
- Орден народной армии с серебряной звездой
- Орден звезды Карагеоргия третьей степени